# アーノルド・ドロー＝ファルニー
アーノルド・ドロー＝ファルニー（仏: Arnold Droz-Farny、1856年2月2日 - 1912年1月14日）はスイスの数学者、バーゼルの高校教師。

## 経歴と業績
アーノルド・ドローは、リサ・ファルニー（Lisa Farny）と結婚した後、苗字を変えた。彼はヌーシャテルの高校、シュトゥットガルト応用科学大学、ミュンヘン大学で学んだ。 ミュンヘン大学の数学科を卒業した後は、私立校で教職を務め始めた。1880年、Lycée cantonal de Porrentruyの数学教授に任命された。
数学の功績で世界的に知られているものにDroz-Farny line theoremがある。彼は雑誌 The Educational Times の答14111において証明の記載なしに、この定理を主張した。
ドロー＝ファルニーはアマチュア貨幣学者、貨幣収集家としても知られている。彼は、歴史的に重要なコインに関する記事を書いている。彼のコレクションは、彼の死後、カントン当局に寄贈された。